# قرنیز
قَرنیز (انگلیسی: Cornice) یک عنصر معماری است که در بالای دیوارها و در زیر سقف یا بالای درب و پنجره‌ها قرار می‌گیرد. این عنصر معمولاً به صورت یک برآمدگی افقی و تزئینی طراحی می‌شود و می‌تواند از جنس سنگ، چوب، گچ یا مواد دیگر باشد.
قرنیزها علاوه بر زیبایی و تزئین، می‌توانند کاربردهای دیگری نیز داشته باشند، از جمله:
- محافظت: قرنیز می‌تواند به عنوان یک محافظ برای دیوار عمل کند و از آن در برابر آسیب‌های ناشی از باران، برف و سایر عوامل جوی محافظت کند.
- پنهان کردن: قرنیز می‌تواند برای پنهان کردن اتصالات بین دیوار و سقف یا دیوار و درب/پنجره استفاده شود.
- تقسیم بصری: قرنیز می‌تواند به عنوان یک عنصر تقسیم بصری در طراحی داخلی یا خارجی یک ساختمان عمل کند و به فضا نظم و زیبایی ببخشد.

در معماری کلاسیک، قرنیزها اغلب به صورت بسیار تزئینی و با جزئیات فراوان طراحی می‌شدند. در معماری مدرن، قرنیزها معمولاً ساده‌تر هستند و بیشتر بر عملکرد آنها تأکید می‌شود.
در زبان فارسی، قرنیز به عنوان «قرنیز»، «حاشیه»، «لبه تزئینی» یا «پیش‌آمدگی» نیز شناخته می‌شود.